# Ортис, Верджил
Верджил Ортис-младший (англ. Vergil Ortiz Jr.; 25 марта 1998, Даллас, США) — американский боксёр-профессионал. Временный чемпион мира в 1-й средней весовой категории (WBC, 2024—н. в.).
Серебряный призёр турнира «Золотые перчатки» среди любителей (2016).
«Проспект года» (2019) по версии журнала «Ринг».

## Любительская карьера
В июне 2013 года стал чемпионом США среди юниоров в 1-й наилегчайшей весовой категории (до 50 кг). В январе 2014 года стал серебряным призёром чемпионата США среди юниоров в наилегчайшей весовой категории (до 54 кг).

### «Золотые перчатки» 2016
Выступал в 1-й полусредней весовой категории (до 64 кг). В 1/16 финала победил Джалонте Коула. В 1/8 финала победил Марселя Дэвидсона. В четвертьфинале победил Ричардсона Хитчинса. В полуфинале победил Фрюдиса Рохаса. В финале проиграл Фрэнку Мартину.

## Профессиональная карьера
Дебютировал на профессиональном ринге 30 июля 2016 года, победив нокаутом в 1-м раунде.
Подписал контракт с промоутерской компанией Golden Boy Promotions. Тренировался под руководством Хоэля Диаса.
В 2018 году начал тренироваться у Роберто Гарсии.
23 июня 2018 года нокаутировал в 3-м раунде экс-чемпиона мира во 2-м полулёгком весе мексиканца Хуана Карлоса Сальгадо.
В конце 2018 года перенёс операцию по коррекции зрения (LASIK).
4 мая 2019 года нокаутировал в 3-м раунде бывшего временного чемпиона мира в 1-м полусреднем весе американца Маурисио Эрреру.
10 августа 2019 года нокаутировал в 6-м раунде бывшего претендента на титул чемпиона мира в 1-м полусреднем весе мексиканца Антонио Ороско.
На 28 марта 2020 года был назначен бой против колумбийца Самюэля Варгаса. Позднее было объявлено, что в Калифорнии все турниры по единоборствам отменены до конца марта из-за коронавируса. В итоге поединок состоялся лишь 24 июля. Ортис победил нокаутом в 7-м раунде.
В ноябре 2020 года стал сотрудничать с промоутерской компанией MTK Global.
20 марта 2021 года нокаутировал в 7-м раунде экс-чемпиона мира в 1-м полусреднем весе американца Мориса Хукера.
14 августа 2021 года нокаутировал в 8-м раунде бывшего претендента на титул чемпиона мира в полусреднем весе литовца Эгидиуса Каваляускаса.
В ноябре 2021 года прекратил работу с Роберто Гарсией. Новым тренером Ортиса стал Мэнни Роблес.
Следующий бой Ортиса был назначен на 22 января 2022 года. Позднее было объявлено, что Ортис встретится с британцем Майклом Маккинсоном 19 марта. За несколько дней до боя Ортис был госпитализирован с синдромом рабдомиолиза, который характеризуется разрушением клеток мышечной ткани и может приводить к острой почечной недостаточности. В итоге поединок состоялся 6 августа. Ортис победил нокаутом в 9-м раунде и завоевал статус обязательного претендента на титул чемпиона мира в полусреднем весе по версии WBA.
В ноябре 2022 года WBA санкционировала бой между Ортисом и чемпионом мира в полусреднем весе литовцем Эймантасом Станёнисом. Поединок был назначен на 18 марта 2023 года. В январе Станёнису сделали операцию по удалению аппендицита. Бой пришлось перенести. Назначена новая дата боя — 29 апреля. В марте Ортис заболел и бой со Станёнисом снова был перенесён. Следующая дата боя — 8 июля. За несколько дней до боя Ортис потерял сознание и был госпитализирован. Бой опять перенесли. Вскоре, WBA лишила Ортиса статуса обязательного претендента.
Некоторое время работал с тренером Эктором Бельтраном. В декабре 2023 года снова стал сотрудничать с Роберто Гарсией.
6 января 2024 года нокаутировал в 1-м раунде ганца Фредрика Лоусона. Бой проходил в промежуточном весе — до 156 фунтов. Скорее всего, Ортис будет выступать в 1-м среднем весе (до 154 фунтов).
27 апреля 2024 года нокаутировал в 1-м раунде бывшего претендента на титул чемпиона мира в 1-м полусреднем весе пуэрториканца Томаса Дюлорме.

#### Чемпионский бой с Сергеем Богачуком
10 августа 2024 года в Лас Вегасе в вечере Golden Boy Promotions и стриминга DAZN встретился с обладателем временного титула WBC в 1-м среднем весе украинцем Сергеем Богачуком (24-1, 23 КО). До боя отмечалось, что в случае победы Турки Аль аш-Шейх намерен организовать бой между чемпионом WBA в этом весе Теренсом Кроуфордом и Ортисом. В первом раунде претендент оказался на полу, хотя до нокдауна смотрел предпочтительней чемпиона. Рефери нокдаун не засчитал. Следующие раунды так же прошли при преимуществе Ортиса. В перерыве между 4-м и 5-м раундом представители Атлетической комиссии штата Невада использовали видеоповтор и всё же зафиксировали нокдаун в 1 раунде. Претендент был точнее, хоть и уступал в количестве выброшенных ударов. Так же стоит отметить работу Ортиса силовыми по туловищу. В 8-й трехминутке претендент снова оказался в нокдауне пропустив левый хук на ближней дистанции. Второй нокдаун в бою. Понимая что проигрывает эпизод бросился отыгрывать раунд устроив яркий размен несмотря на рассечение. Концовка боя осталась за Вёрджилом, который даже смог потрясти чемпиона. Судьи посчитали победу большинством голосов: 113—113, 114—112 дважды в пользу американского претендента. Compubox обнародовала статистику ударов: американец нанёс больше точных (265—225). При этом Богачук превзошёл по джебам (82-76), Вёрджил был лучше в силовых (189—143).

#### Бой с Исраилом Мадримовым
22 февраля 2025 года в Саудовской Аравии состоялся ивент Артур Бетербиев vs Димтрий Бивол 2. В рамках карда Ортис встретился с экс-чемпионом мира в первом среднем весе узбекистанцем Исраилом Мадримовым. С првых секунд боя Ортис выступил агрессором и начал прижимать Мадримова к канатам, резать углы передвижения выбрасывая большое количество ударов. Мадримов сделал ставку на свой футворк, передвижения и работу по корпусу агрессора. Первые раунды боя остались за Мадримовым. Начиная с 4-й трехминутки Ортис активно подключил джеб и за следующие раунды выровнял бой. Вторая половина проходила в равной борьбе с минимальным преимуществом Ортиса. Счёт боя близкий: дважды 115—113 и спорные 117—111. Compubox данные по ударам: джебы: Ортис — 60, Мадримов — 30 (60:30). Силовые удары: Ортис — 106, Мадримов — 97 (106:97).

## Статистика боёв
В таблице перечислены результаты всех поединков боксёров.
В каждой строке указан результат поединка. Дополнительно номер поединка обозначен цветом, который обозначает итог поединка. Расшифровка обозначений и цветов представлена в нижеследующей таблице.
| Пример | Расшифровка                     |
| ------ | ------------------------------- |
|        | Победа                          |
|        | Ничья                           |
|        | Поражение                       |
|        | Планируемый поединок            |
|        | Поединок признан несостоявшимся |
| КО     | Нокаут                          |
| ТКО    | Технический нокаут              |
| PTS    | Решение судей (по очкам)        |
| UD     | Единогласное решение судей      |
| MD     | Решение большинства судей       |
| SD     | Раздельное решение судей        |
| RTD    | Отказ от продолжения боя        |
| DQ     | Дисквалификация                 |
| NC     | Поединок признан несостоявшимся |

| 23 поединка, 23 победы (21 нокаутом). | 23 поединка, 23 победы (21 нокаутом). | 23 поединка, 23 победы (21 нокаутом). | 23 поединка, 23 победы (21 нокаутом).                                           | 23 поединка, 23 победы (21 нокаутом). | 23 поединка, 23 победы (21 нокаутом). |
| Бой                                   | Дата                                  | Соперник                              | Место проведения                                                                | Результат                             | Примечание |
| ------------------------------------- | ------------------------------------- | ------------------------------------- | ------------------------------------------------------------------------------- | ------------------------------------- | --- |
| 23                                    | 22 февраля 2025                       | Исраил Мадримов (10-1-1)              | The Venue Riyadh Season, Эр-Рияд, Саудовская Аравия                             | UD 12 (12)                            | Защитил титул временного чемпиона мира в 1-м среднем весе по версии WBC (1-я защита Ортиса). Счёт: 117-111 и 115-113 (дважды).                                            |
| 22                                    | 10 августа 2024                       | Сергей Богачук (24-1)                 | Mandalay Bay Hotel & Casino, Mandalay Bay Events Center, Лас-Вегас, Невада, США | MD 12 (12)                            | Завоевал титул временного чемпиона мира в 1-м среднем весе по версии WBC (1-я защита Богачука). Ортис в нокдауне в 1-м и в 8-м раундах. Счёт: 113-113 и 114-112 (дважды). |
| 21                                    | 27 апреля 2024                        | Томас Дюлорме (26-6-1)                | Save Mart Arena, Фресно, Калифорния, США                                        | KO 1 (12), 2:39                       | |
| 20                                    | 6 января 2024                         | Фредрик Лоусон (30-3)                 | Virgin Otels, Лас-Вегас, Невада, США                                            | TKO 1 (12), 2:33                      | |
| 19                                    | 6 августа 2022                        | Майкл Маккинсон (22-0)                | Dickies Arena, Форт-Уэрт, Техас, США                                            | TKO 9 (12), 0:27                      | Элиминатор WBA в полусреднем весе. Защитил титул WBO International в полусреднем весе (2-я защита Ортиса). Маккинсон в нокдауне в 8-м и в 9-м раундах.                    |
| 18                                    | 14 августа 2021                       | Эгидиус Каваляускас (22-1-1)          | Ford Center at The Star, Фриско, Техас, США                                     | TKO 8 (12), 2:59                      | Защитил титул WBO International в полусреднем весе (1-я защита Ортиса).                                                                                                   |
| 17                                    | 20 марта 2021                         | Морис Хукер (27-1-3)                  | Dickies Arena, Форт-Уэрт, Техас, США                                            | KO 7 (12), 0:36                       | Завоевал вакантный титул WBO International в полусреднем весе. |
| 16                                    | 24 июля 2020                          | Самюэль Варгас (31-5-2)               | Fantasy Springs Resort Casino, Индио, Калифорния, США                           | KO 7 (12), 2:58                       | Защитил титул WBA Gold в полусреднем весе (2-я защита Ортиса). |
| 15                                    | 13 декабря 2019                       | Брэд Соломон (28-1)                   | Fantasy Springs Resort Casino, Индио, Калифорния, США                           | KO 5 (12), 2:22                       | Защитил титул WBA Gold в полусреднем весе (1-я защита Ортиса). Соломон в нокдауне один раз в 4-м раунде и два раза в 5-м.                                                 |
| 14                                    | 10 августа 2019                       | Антонио Ороско (28-1)                 | Texas Trust CU Theatre at Grand Prairie, Гранд-Прери, Техас, США                | KO 6 (12), 2:16                       | Завоевал вакантный титул WBA Gold в полусреднем весе. Ороско три раза в нокдауне в 6-м раунде.                                                                            |
| 13                                    | 4 мая 2019                            | Маурисио Эррера (24-8)                | Ти-Мобайл Арена, Лас-Вегас, Невада, США                                         | KO 3 (10), 0:29                       | Эррера в нокдауне во 2-м и 3-м раундах. |
| 12                                    | 26 января 2019                        | Хесус А Вальдес Барраян (23-4-1)      | Тойота-центр, Хьюстон, Техас, США                                               | RTD 5 (10), 3:00                      | |
| 11                                    | 15 сентября 2018                      | Роберто Ортис (35-3-2)                | Ти-Мобайл Арена, Лас-Вегас, Невада, США                                         | TKO 2 (10), 1:03                      | |
| 10                                    | 23 июня 2018                          | Хуан Карлос Сальгадо (27-8-1)         | Belasco Theater, Лос-Анджелес, Калифорния, США                                  | KO 3 (10), 1:52                       | |
| 9                                     | 22 февраля 2018                       | Хесус Альварес Родригес (15-3)        | Fantasy Springs Resort Casino, Индио, Калифорния, США                           | TKO 3 (8), 2:23                       | Завоевал вакантный титул NABF Junior в 1-м полусреднем весе. |
| 8                                     | 16 ноября 2017                        | Эвандро Кавалейру (13-3)              | Polifórum Benito Juárez, Канкун, Кинтана-Роо, Мексика                           | TKO 1 (8), 0:21                       | |
| 7                                     | 16 сентября 2017                      | Сесар Валенсуэла (7-1)                | Ти-Мобайл Арена, Лас-Вегас, Невада, США                                         | TKO 2 (6), 1:22                       | |
| 6                                     | 17 июня 2017                          | Рикардо Алан Фернандес (3-5-4)        | Tostitos Championship Plaza, Фриско, Техас, США                                 | TKO 1 (6), 2:09                       | |
| 5                                     | 5 мая 2017                            | Анхель Саринана Родригес (7-5-2)      | MGM Grand Garden Arena, Лас-Вегас, Невада, США                                  | TKO 3 (4), 1:44                       | Саринана в нокдауне в 3-м раунде. |
| 4                                     | 28 января 2017                        | Исраэль Вильела (5-3)                 | Fantasy Springs Resort Casino, Индио, Калифорния, США                           | KO 1 (4), 1:26                        | Вильела в нокдауне в 1-м раунде. |
| 3                                     | 16 декабря 2016                       | Нестор Гарсия (0-1)                   | Fantasy Springs Resort Casino, Индио, Калифорния, США                           | KO 1 (4), 3:00                        | Гарсия в нокдауне в 1-м раунде. |
| 2                                     | 17 сентября 2016                      | Эрнесто Эрнандес (1-3)                | Эй-ти-энд-ти Стэдиум, Арлингтон, Техас, США                                     | KO 1 (4), 0:40                        | |
| 1                                     | 30 июля 2016                          | Хулио Родас (0-2)                     | Fantasy Springs Resort Casino, Индио, Калифорния, США                           | KO 1 (4),1:37                         | Родас в нокдауне. |
| Бой                                   | Дата                                  | Соперник                              | Место проведения                                                                | Результат                             | Примечание |

## Титулы и достижения

### Любительские
- 2013  Чемпион США среди юниоров в 1-м наилегчайшем весе (до 50 кг).
- 2014  Серебряный призёр чемпионата США среди юниоров в наилегчайшем весе (до 54 кг).
- 2016  Серебряный призёр турнира «Золотые перчатки» в 1-м полусреднем весе (до 64 кг).

### Профессиональные
- Титул NABF Junior в 1-м полусреднем весе (2018).
- Титул WBA Gold в полусреднем весе (2019—н. в.).
- Титул WBO International в полусреднем весе (2021—2023).
- Временный чемпион мира в 1-м среднем весе по версии WBC (2024—н. в.).